# Stefanie Stantcheva
Stefanie Stantcheva (* 1985 oder 1986 in Bulgarien) ist eine bulgarisch-französische Ökonomin (Mikroökonomie).

## Leben
Stantcheva wuchs bis zum Mauerfall in der DDR auf, ging dann in Frankreich zur Schule und studierte Ökonomie an der Universität Cambridge mit dem Bachelor-Abschluss 2007 sowie an der École polytechnique mit dem Master-Abschluss in Ökonomie und Finanzwissenschaft 2008 und der ENSAE ParisTech mit dem Master-Abschluss 2009. Sie wurde 2014 am Massachusetts Institute of Technology in Ökonomie promoviert (Optimal taxation with endogenous wages). 2014 bis 2016 war sie Junior Mitglied der Harvard Society of Fellows. 2016 wurde sie Assistant Professor, 2017 Associate Professor und 2018 Professor an der Harvard University.
Sie forscht unter anderem zu öffentlichen Finanzen und Besteuerung von Individuen und Firmen, insbesondere der Langzeitauswirkung von Besteuerung auf Innovation, Ausbildung und Wohlstand. Mit Emmanuel Saez und Thomas Piketty entwickelte sie ein Modell optimaler Besteuerung für Spitzeneinkommen und mit Saez optimale Kapitalbesteuerung. Sie untersuchte auch das Wechselverhältnis von Innovation und Besteuerung.
In einem Projekt untersuchte sie die Daten von rund 800.000 Erfindern in Europa und ihren Kontakten und fand, dass diejenigen, die mit einem produktiveren Erfinder zusammenarbeiten auch selbst produktiver sind.
Sie erhebt selbst Umfragen in dem von ihr gegründeten Social Economics Lab zur Frage wie Individuen ihre Einstellungen zu Maßnahmen und das soziale Umfeld formen, zu Themen wie Umverteilung, sozialen Ungleichgewichten und Einwanderung. An ihrer Umfrage zur Einwanderung nahmen zum Beispiel 22.000 Personen teil.
2018 wurde sie Sloan Research Fellow. 2018 bis 2019 war sie Mitherausgeberin des American Economic Review, seit 2020 ist sie Herausgeberin des Quarterly Journal of Economics. 
Ab 2018 war sie Mitglied des Wirtschaftsrats des französischen Premierministers. 2019 erhielt sie den Prix du meilleur jeune économiste de France und im Folgejahr den Elaine-Bennett-Forschungspreis. Sie ist Research Associate des National Bureau of Economic Research. 2021 wurde Stantcheva in die American Academy of Arts and Sciences gewählt, für 2022 wurde ihr der Internationale Calvó-Armengol-Preis zugesprochen. 2025 erhielt sie die John-Bates-Clark-Medaille.